# آرفايلر

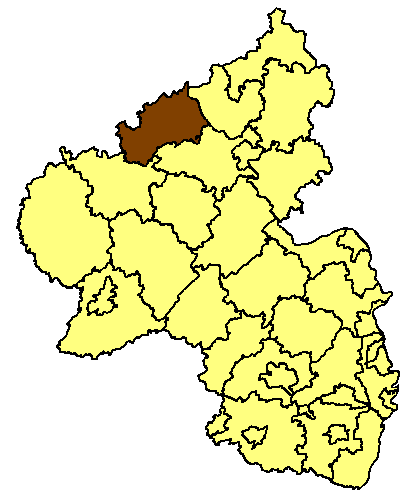
بلدة آرفايلر في مقاطعة راينلند بالاتينات.

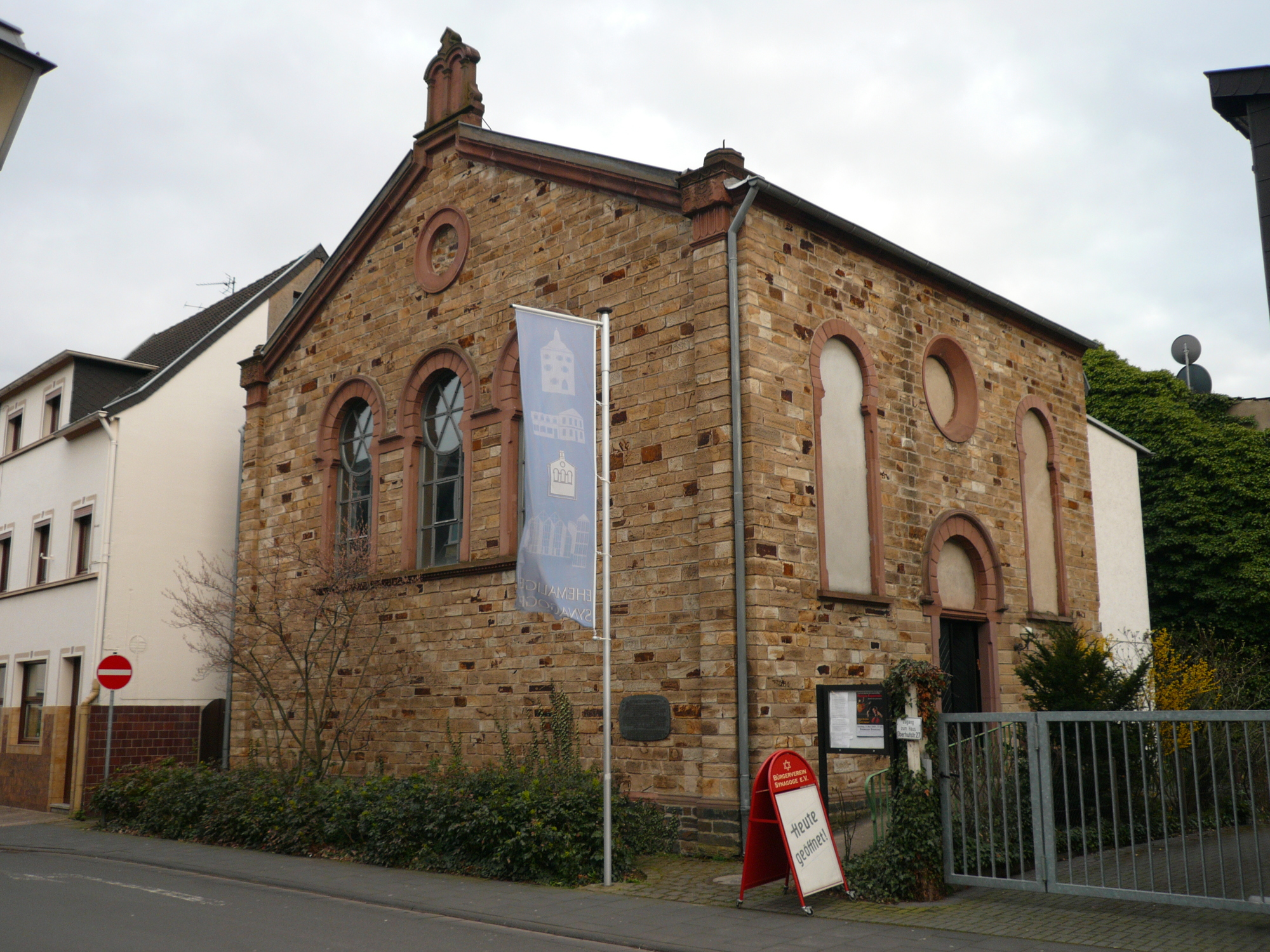
أحد المباني في بلدة آرفايلر

آرفايلر (بالألمانية: Ahrweiler) هي بلدة ألمانية تتبع عاصمة ولاية راينلند بالاتينات، ويبلغ عدد سكانها نحو 125,837 نسمة.

## الوجود اليهودي في آرفايلر
كان يبلغ عدد سكان اليهود في بلدة آرفايلر لا يتجاوز نحو 31 نسمة عام 1933م.

## مصدر
1. 1 2 3  GeoNames (بالإنجليزية), 2005, QID:Q830106
2. ↑   https://www.destatis.de/DE/Themen/Laender-Regionen/Regionales/Gemeindeverzeichnis/Administrativ/04-kreise.html. {{استشهاد ويب}}: |url= بحاجة لعنوان (مساعدة) والوسيط |title= غير موجود أو فارغ (من ويكي بيانات) (مساعدة)
3. ↑  GeoNames (بالإنجليزية), 2005, QID:Q830106
4. ↑  "Gale - Product Login". مؤرشف من الأصل في 2020-02-12. {{استشهاد ويب}}: |archive-date= / |archive-url= timestamp mismatch (مساعدة) والوسيط غير المعروف |CX2587500606&docType= تم تجاهله (مساعدة)

## وصلات خارجية
- German Wikipedia (German)
- Official website (German)
- Unofficial website (German)
- Touristical website (German)
- Wines of the Ahr (German)
- The Ahr River Valley - Photos (English)